# Anton Klobovs
Anton Klobovs, slovenski duhovnik, * 11. maj 1917, Škofja Loka, † neznano 1945.

## Življenje
Po ljudski šoli je obiskoval gimnazijo v Kranju do mature leta 1938, nato je vstopil v ljubljansko bogoslovje. 11. junija 1944 je v Ljubljani prejel mašniško posvečenje. Zaradi vojnih razmer se je posvetil izrednemu dušnemu pastirstvu. Avgusta 1944 je bil imenovan za kaplana v Mozlju pri Kočevju, hkrati pa je deloval kot domobranski kurat. Maja 1945 se je z domobransko vojsko umaknil na Koroško in bil z njimi v Vetrinju. Vrnjen je bil 28. maja čez Podgorje. Glede na vire je bil med častniki, ki so jih partizani umorili že ob odpiranju vagonov na Hrušici. 